# جيمي ويذرسبون
جيمي ويذرسبون (بالإنجليزية: Jimmy Witherspoon)‏ هو عازف جاز ومغني أمريكي، ولد في 8 أغسطس 1920 في غوردون في الولايات المتحدة، وتوفي في 18 سبتمبر 1997 في لوس أنجلوس في الولايات المتحدة بسبب سرطان المريء.

## وصلات خارجية
- جيمي ويذرسبون على موقع IMDb (الإنجليزية)
- جيمي ويذرسبون على موقع روتن توميتوز (الإنجليزية)
- جيمي ويذرسبون على موقع ميوزك برينز (الإنجليزية)
- جيمي ويذرسبون على موقع أول ميوزيك (الإنجليزية)
- جيمي ويذرسبون على موقع ديسكوغز (الإنجليزية)
- جيمي ويذرسبون على موقع قاعدة بيانات الفيلم (الإنجليزية)